# Království Ta-li
Království Ta-li neboli Velké Li (čínsky pchin-jinem Dàlǐguó, znaky zjednodušené 大理国, tradiční 大理國) byl pajský stát v dnešní čínské provincii Jün-nan s hlavním městem Ta-li. Království založil Tuan S'-pching roku 937, zaniklo roku 1253, kdy bylo dobyto armádou Mongolské říše.

## Historie
Většinu Jün-nanu ovládal od 7. století stát Nan-čao, který zanikl roku 902. Následovaly jej tři krátkodobé státy – Ta Čchang-che (大長和), od roku 928 Ta Tchien-sing (大天興), kterého po několika měsících nahradil Ta I-ning (大義寧). Roku 937 Tuan S'-pching založil stát Ta-li. Kao Šeng-tchaj donutil roku 1095 slabého krále Tuan Čeng-minga k odstoupení a přijetí mnišského stavu, a přejmenoval stát na Ta-čung.
Už následující rok Tuan Čeng-čchun vrátil k moci rod Tuan. V následujícím období, tzv. Pozdního Li (Chou Ta-li, 後大理, či Chou Li-kuo, 後理國) si však rod Kao uchoval rozhodující moc.
Základem hospodářství země bylo zemědělství, produktivní zejména v okolí jezera Tien-čch’. Ta-li bylo významné i výrobou železných zbraní a zbroje, lakových výrobků a vývozem plsti a koní. Důležitou roli hrál obchod s Čínou i státy jihovýchodní Asie. Administrativa byla organizována podle místních tradic vycházejících ze vzoru Nan-čaa. Kulturně byla země silně ovlivněna sungskou Čínou, čínské znaky byly používány k zápisům v čínštině i vlastním jazyku. V zemi kvetl buddhismus.
Roku 1253 bylo Ta-li dobyto mongolskou armádou vedenou Kublajem a připojeno k Mongolské říši. Po dvou desetiletích, roku 1274, na jeho místě Mongolové zorganizovali provincii Jün-nan jako část říše Jüan.